# توماس هولباين
توماس هولباين (بالفرنسية: Thomas Holbein)‏ هو لاعب كرة قدم فرنسي في مركز الدفاع، ولد في 6 مارس 1983 في بلفور في فرنسا. لعب مع نادي لنيانو ونادي ميلوز.